# Prairieburg (Iowa)
Prairieburg es una ciudad ubicada en el condado de Linn en el estado estadounidense de Iowa. En el Censo de 2010 tenía una población de 178 habitantes y una densidad poblacional de 149,08 personas por km².

## Geografía
Prairieburg se encuentra ubicada en las coordenadas 42°14′16″N 91°25′33″O / 42.23778, -91.42583. Según la Oficina del Censo de los Estados Unidos, Prairieburg tiene una superficie total de 1.19 km², de la cual 1.19 km² corresponden a tierra firme y (0%) 0 km² es agua.

## Demografía
Según el censo de 2010, había 178 personas residiendo en Prairieburg. La densidad de población era de 149,08 hab./km². De los 178 habitantes, Prairieburg estaba compuesto por el 100% blancos, el 0% eran afroamericanos, el 0% eran amerindios, el 0% eran asiáticos, el 0% eran isleños del Pacífico, el 0% eran de otras razas y el 0% pertenecían a dos o más razas. Del total de la población el 1.69% eran hispanos o latinos de cualquier raza.